# بايبر ماريو: ذا أوريغامي كينغ
بايبر ماريو: ذا أوريغامي كينغ (بالإنجليزية: Paper Mario: The Origami King)‏ هي لعبة فيديو تقمص أدوار صدرت عام 2020 حصريًا لجهاز نينتندو سويتش. طورتها إنتيليجنت سيستمز ونشرتها نينتندو، وهي اللعبة السادسة في سلسلة بايبر ماريو، وهي جزء من سلسلة سوبر ماريو الكبيرة. تتابع القصة ماريو وأصدقائه وهو ينطلق في رحلة لمنع مملكة الفطر من التحول إلى أوريغامي. للقيام بذلك، يجب على ماريو تحرير قلعة الأميرة بيتش من خمسة زخارف زخرفية تمتد عبر المملكة.
تتميز اللعبة بأسلوب لعب متعدد الأنواع، ويمزج بين عناصر الحركة والمغامرة وتقمص الأدوار (RPG) وألعاب الألغاز. من خلال التحكم في ماريو، يستكشف اللاعب عالمًا كبيرًا ويقاتل الأعداء بأسلوب قائم على الأدوار يستخدم نظام ألغاز قائم على الحلقة. في القتال، يتناثر الأعداء على دائرة منمقة مثل دارتبورد مقسمة إلى أربع حلقات وأعمدة إضافية. يمكن للاعب تدوير الحلقات أفقيًا ورأسيًا لتنظيم الأعداء في أنماط ينتج عنها القدرة على إزالتها بشكل أسرع.
أكد فريق تطوير اللعبة على الابتكار إلى حد أكبر من الألعاب السابقة في السلسلة. أُستخدم الأوريغامي والقصاصات كمتغيرات جديدة لمفاهيم الورق. قام المطورون بتغيير طريقة اللعب الخطية التقليدية إلى تنسيق عالم مفتوح واستخدموا أعداء غير متورطين في سلسلة ماريو. توقعًا لعدم القدرة على إرضاء كل معجب، انجذبت الأنظمة الذكية نحو إنشاء مفاهيم جديدة تمامًا. تعتزم نينتندو الإعلان عن في E3 2020 كجزء من الذكرى الخامسة والثلاثين لسوبر ماريو برذرز، قبل أن يلغى المنظمون الحدث بسبب جائحة كوفيد-19. قبل الإصدار، سُربت اللعبة وقابلة للعبها من قبل بعض الأشخاص الذين يستخدمون المحاكاة.
أشاد المراجعون بكتابة اللعبة وتصميمها وشخصياتها وموسيقاها وميكانيكا اللعبة، وانتقدوها لابتعادها عن أسلوب تقمص الأدوار الأصلي للسلسلة. كان الاستقبال النقدي لنظام القتال مختلطًا؛ في حين أُشيد بابتكارها، كان هناك أيضًا انتقادات لافتقارها للصعوبة والغرض. باعت اللعبة ثلاثة ملايين نسخة بحلول سبتمبر 2020، أي بعد شهرين من إطلاقها، مما يجعلها اللعبة الأسرع مبيعًا في السلسلة وواحدة من أكثر الألعاب مبيعًا على نينتندو سويتش. رُشحت اللعبة لثلاث جوائز، وأدرجتها العديد من النقاد ضمن واحدة من أفضل الألعاب لعام 2020.